# Volta à Grã-Bretanha de 2019
A 80.ª edição da Volta à Grã-Bretanha (nome oficial: OVO Energy Tour of Britain) foi uma carreira de ciclismo de estrada por etapas que se celebrou entre 7 e 14 de setembro de 2019 no Reino Unido, com início na cidade de Glasgow e final na cidade de Manchester sobre um percurso de 1267 quilómetros.
A prova pertenceu ao UCI Europe Tour de 2019 dentro da categoria 2.hc (máxima categoria destes circuitos). O vencedor final foi o neerlandês Mathieu van der Poel da Corendon-Circus seguido do italiano Matteo Trentin da Mitchelton-Scott e o belga Jasper De Buyst da Lotto Soudal.

## Equipas participantes
Tomaram parte na carreira 20 equipas: 10 de categoria UCI World Team; 5 de categoria Profissional Continental; 4 de categoria Continental; e a selecção nacional do Reino Unido. Formando assim um pelotão de 120 ciclistas dos que acabaram 106. As equipas participantes foram:
| Equipes WorldTeam (10)- AG2R La Mondiale - Movistar Team - Team Jumbo-Visma - Mitchelton-Scott - Katusha-Alpecin - Ineos - Dimension Data - EF Education First - Lotto Soudal - Team Sunweb Equipes profissionais Continentais (5)- Wanty-Groupe Gobert - Corendon-Circus - Israel Cycling Academy - Sport Vlaanderen-Baloise - Riwal Readynez Equipes Continentais (4)- Canyon DHB p/b Bloor Homes - Madison Genesis - SwiftCarbon Pro Cycling - Team Wiggins Le Col Equipe nacional- Grã-Bretanha |
| |

## Percorrido
A Volta à Grã-Bretanha dispôs de oito etapas para um percurso total de 1267 quilómetros.
| Etapa | Data    | Percurso                                 | type                      | Distância (km) | Vencedor             | Líder geral          |
| ----- | ------- | ---------------------------------------- | ------------------------- | -------------- | -------------------- | -------------------- |
| 1     | 7 set.  | Glasgow – Kirkcudbright                  | etapa escarpada           | 201,5          | Dylan Groenewegen    | Dylan Groenewegen    |
| 2     | 8 set.  | Kelso – Kelso                            | etapa plana               | 165,9          | Matteo Trentin       | Matteo Trentin       |
| 3     | 9 set.  | Berwick-upon-Tweed – Newcastle upon Tyne | etapa plana               | 183,2          | Dylan Groenewegen    | Matteo Trentin       |
| 4     | 10 set. | Gateshead – Kendal                       | média montanha            | 173,2          | Mathieu van der Poel | Mathieu van der Poel |
| 5     | 11 set. | Birkenhead – Birkenhead                  | etapa plana               | 174,1          | Dylan Groenewegen    | Matteo Trentin       |
| 6     | 12 set. | Pershore – Pershore                      | contrarrelógio individual | 14,4           | Edoardo Affini       | Mathieu van der Poel |
| 7     | 13 set. | Warwick – Warwick                        | etapa plana               | 188,7          | Mathieu van der Poel | Mathieu van der Poel |
| 8     | 14 set. | Altrincham – Manchester                  | etapa escarpada           | 166            | Mathieu van der Poel | Mathieu van der Poel |

### 1.ª etapa
| Glasgow - Kirkcudbright | etapa escarpada | (201,5 km) |

| \| Classificação por etapas \| Classificação por etapas \| Classificação por etapas \| Classificação por etapas \| Classificação por etapas \| \| Ciclista \| Ciclista \| Equipe \| Tempo \| \| \| ------------------------ \| ------------------------ \| ------------------------ \| ------------------------ \| ------------------------ \| \| 1. \| Dylan Groenewegen \| Team Jumbo-Visma \| 4h39m49s \| \| \| 2. \| Davide Cimolai \| Israel Cycling Academy \| + 0s \| \| \| 3. \| Matteo Trentin \| Mitchelton-Scott \| + 0s \| \| |                   |                        |          |
| |                   |                        |          |
| Fonte: ProCyclingStats |                   |                        |          |
| Classificação por etapas |                   |                        |          |
| Ciclista | Ciclista          | Equipe                 | Tempo    |
| 1. | Dylan Groenewegen | Team Jumbo-Visma       | 4h39m49s |
| 2. | Davide Cimolai    | Israel Cycling Academy | + 0s     |
| 3. | Matteo Trentin    | Mitchelton-Scott       | + 0s     |

| \| Classificação geral \| Classificação geral \| Classificação geral \| Classificação geral \| Classificação geral \| \| Ciclista \| Ciclista \| Equipe \| Tempo \| \| \| ------------------- \| ------------------- \| -------------------------- \| ------------------- \| ------------------- \| \| 1. \| Dylan Groenewegen \| Team Jumbo-Visma \| 4h39m39s \| \| \| 2. \| Rory Townsend \| Canyon DHB p/b Bloor Homes \| + 3s \| \| \| 3. \| Davide Cimolai \| Israel Cycling Academy \| + 4s \| \| |                   |                            |          |
| |                   |                            |          |
| Fonte: ProCyclingStats |                   |                            |          |
| Classificação geral |                   |                            |          |
| Ciclista | Ciclista          | Equipe                     | Tempo    |
| 1. | Dylan Groenewegen | Team Jumbo-Visma           | 4h39m39s |
| 2. | Rory Townsend     | Canyon DHB p/b Bloor Homes | + 3s     |
| 3. | Davide Cimolai    | Israel Cycling Academy     | + 4s     |

### 2.ª etapa
| Kelso - Kelso | etapa plana | (165,9 km) |

| \| Classificação por etapas \| Classificação por etapas \| Classificação por etapas \| Classificação por etapas \| Classificação por etapas \| \| Ciclista \| Ciclista \| Equipe \| Tempo \| \| \| ------------------------ \| ------------------------ \| ------------------------ \| ------------------------ \| ------------------------ \| \| 1. \| Matteo Trentin \| Mitchelton-Scott \| 3h55m53s \| \| \| 2. \| Jasper De Buyst \| Lotto-Soudal \| + 0s \| \| \| 3. \| Mike Teunissen \| Team Jumbo-Visma \| + 0s \| \| |                 |                  |          |
| |                 |                  |          |
| Fonte: ProCyclingStats |                 |                  |          |
| Classificação por etapas |                 |                  |          |
| Ciclista | Ciclista        | Equipe           | Tempo    |
| 1. | Matteo Trentin  | Mitchelton-Scott | 3h55m53s |
| 2. | Jasper De Buyst | Lotto-Soudal     | + 0s     |
| 3. | Mike Teunissen  | Team Jumbo-Visma | + 0s     |

| \| Classificação geral \| Classificação geral \| Classificação geral \| Classificação geral \| Classificação geral \| \| Ciclista \| Ciclista \| Equipe \| Tempo \| \| \| ------------------- \| ------------------- \| ---------------------- \| ------------------- \| ------------------- \| \| 1. \| Matteo Trentin \| Mitchelton-Scott \| 8h35m25s \| \| \| 2. \| Davide Cimolai \| Israel Cycling Academy \| + 11s \| \| \| 3. \| Jasper De Buyst \| Lotto-Soudal \| + 11s \| \| |                 |                        |          |
| |                 |                        |          |
| Fonte: ProCyclingStats |                 |                        |          |
| Classificação geral |                 |                        |          |
| Ciclista | Ciclista        | Equipe                 | Tempo    |
| 1. | Matteo Trentin  | Mitchelton-Scott       | 8h35m25s |
| 2. | Davide Cimolai  | Israel Cycling Academy | + 11s    |
| 3. | Jasper De Buyst | Lotto-Soudal           | + 11s    |

### 3.ª etapa
| Berwick-upon-Tweed - Newcastle upon Tyne | etapa plana | (183,2 km) |

| \| Classificação por etapas \| Classificação por etapas \| Classificação por etapas \| Classificação por etapas \| Classificação por etapas \| \| Ciclista \| Ciclista \| Equipe \| Tempo \| \| \| ------------------------ \| ------------------------ \| ------------------------ \| ------------------------ \| ------------------------ \| \| 1. \| Dylan Groenewegen \| Team Jumbo-Visma \| 4h37m53s \| \| \| 2. \| Mathieu van der Poel \| Corendon-Circus \| + 0s \| \| \| 3. \| Davide Cimolai \| Israel Cycling Academy \| + 0s \| \| |                      |                        |          |
| |                      |                        |          |
| Fonte: ProCyclingStats |                      |                        |          |
| Classificação por etapas |                      |                        |          |
| Ciclista | Ciclista             | Equipe                 | Tempo    |
| 1. | Dylan Groenewegen    | Team Jumbo-Visma       | 4h37m53s |
| 2. | Mathieu van der Poel | Corendon-Circus        | + 0s     |
| 3. | Davide Cimolai       | Israel Cycling Academy | + 0s     |

| \| Classificação geral \| Classificação geral \| Classificação geral \| Classificação geral \| Classificação geral \| \| Ciclista \| Ciclista \| Equipe \| Tempo \| \| \| ------------------- \| -------------------- \| ---------------------- \| ------------------- \| ------------------- \| \| 1. \| Matteo Trentin \| Mitchelton-Scott \| 13h13m18s \| \| \| 2. \| Davide Cimolai \| Israel Cycling Academy \| + 7s \| \| \| 3. \| Mathieu van der Poel \| Corendon-Circus \| + 11s \| \| |                      |                        |           |
| |                      |                        |           |
| Fonte: ProCyclingStats |                      |                        |           |
| Classificação geral |                      |                        |           |
| Ciclista | Ciclista             | Equipe                 | Tempo     |
| 1. | Matteo Trentin       | Mitchelton-Scott       | 13h13m18s |
| 2. | Davide Cimolai       | Israel Cycling Academy | + 7s      |
| 3. | Mathieu van der Poel | Corendon-Circus        | + 11s     |

### 4.ª etapa
| Gateshead - Kendal | média montanha | (173,2 km) |

| \| Classificação por etapas \| Classificação por etapas \| Classificação por etapas \| Classificação por etapas \| Classificação por etapas \| \| Ciclista \| Ciclista \| Equipe \| Tempo \| \| \| ------------------------ \| ------------------------ \| ------------------------ \| ------------------------ \| ------------------------ \| \| 1. \| Mathieu van der Poel \| Corendon-Circus \| 4h23m08s \| \| \| 2. \| Jasper De Buyst \| Lotto-Soudal \| + 3s \| \| \| 3. \| Simon Clarke \| EF Education First \| + 3s \| \| |                      |                    |          |
| |                      |                    |          |
| Fonte: ProCyclingStats |                      |                    |          |
| Classificação por etapas |                      |                    |          |
| Ciclista | Ciclista             | Equipe             | Tempo    |
| 1. | Mathieu van der Poel | Corendon-Circus    | 4h23m08s |
| 2. | Jasper De Buyst      | Lotto-Soudal       | + 3s     |
| 3. | Simon Clarke         | EF Education First | + 3s     |

| \| Classificação geral \| Classificação geral \| Classificação geral \| Classificação geral \| Classificação geral \| \| Ciclista \| Ciclista \| Equipe \| Tempo \| \| \| ------------------- \| -------------------- \| ------------------- \| ------------------- \| ------------------- \| \| 1. \| Mathieu van der Poel \| Corendon-Circus \| 17h36m27s \| \| \| 2. \| Matteo Trentin \| Mitchelton-Scott \| + 1s \| \| \| 3. \| Jasper De Buyst \| Lotto-Soudal \| + 7s \| \| |                      |                  |           |
| |                      |                  |           |
| Fonte: ProCyclingStats |                      |                  |           |
| Classificação geral |                      |                  |           |
| Ciclista | Ciclista             | Equipe           | Tempo     |
| 1. | Mathieu van der Poel | Corendon-Circus  | 17h36m27s |
| 2. | Matteo Trentin       | Mitchelton-Scott | + 1s      |
| 3. | Jasper De Buyst      | Lotto-Soudal     | + 7s      |

### 5.ª etapa
| Birkenhead - Birkenhead | etapa plana | (174,1 km) |

| \| Classificação por etapas \| Classificação por etapas \| Classificação por etapas \| Classificação por etapas \| Classificação por etapas \| \| Ciclista \| Ciclista \| Equipe \| Tempo \| \| \| ------------------------ \| ------------------------ \| ------------------------ \| ------------------------ \| ------------------------ \| \| 1. \| Dylan Groenewegen \| Team Jumbo-Visma \| 3h57m31s \| \| \| 2. \| Matthew Walls \| Grã-Bretanha \| + 0s \| \| \| 3. \| Matteo Trentin \| Mitchelton-Scott \| + 0s \| \| |                   |                  |          |
| |                   |                  |          |
| Fonte: ProCyclingStats |                   |                  |          |
| Classificação por etapas |                   |                  |          |
| Ciclista | Ciclista          | Equipe           | Tempo    |
| 1. | Dylan Groenewegen | Team Jumbo-Visma | 3h57m31s |
| 2. | Matthew Walls     | Grã-Bretanha     | + 0s     |
| 3. | Matteo Trentin    | Mitchelton-Scott | + 0s     |

| \| Classificação geral \| Classificação geral \| Classificação geral \| Classificação geral \| Classificação geral \| \| Ciclista \| Ciclista \| Equipe \| Tempo \| \| \| ------------------- \| -------------------- \| ------------------- \| ------------------- \| ------------------- \| \| 1. \| Matteo Trentin \| Mitchelton-Scott \| 21h33m55s \| \| \| 2. \| Mathieu van der Poel \| Corendon-Circus \| + 3s \| \| \| 3. \| Jasper De Buyst \| Lotto-Soudal \| + 10s \| \| |                      |                  |           |
| |                      |                  |           |
| Fonte: ProCyclingStats |                      |                  |           |
| Classificação geral |                      |                  |           |
| Ciclista | Ciclista             | Equipe           | Tempo     |
| 1. | Matteo Trentin       | Mitchelton-Scott | 21h33m55s |
| 2. | Mathieu van der Poel | Corendon-Circus  | + 3s      |
| 3. | Jasper De Buyst      | Lotto-Soudal     | + 10s     |

### 6.ª etapa
| Pershore - Pershore | contrarrelógio individual | (14,4 km) |

| \| Classificação por etapas \| Classificação por etapas \| Classificação por etapas \| Classificação por etapas \| Classificação por etapas \| \| Ciclista \| Ciclista \| Equipe \| Tempo \| \| \| ------------------------ \| ------------------------ \| ------------------------ \| ------------------------ \| ------------------------ \| \| 1. \| Edoardo Affini \| Mitchelton-Scott \| 16m39s \| \| \| 2. \| Sebastian Langeveld \| EF Education First \| + 7s \| \| \| 3. \| Dylan van Baarle \| Team Ineos \| + 7s \| \| |                     |                    |        |
| |                     |                    |        |
| Fonte: ProCyclingStats |                     |                    |        |
| Classificação por etapas |                     |                    |        |
| Ciclista | Ciclista            | Equipe             | Tempo  |
| 1. | Edoardo Affini      | Mitchelton-Scott   | 16m39s |
| 2. | Sebastian Langeveld | EF Education First | + 7s   |
| 3. | Dylan van Baarle    | Team Ineos         | + 7s   |

| \| Classificação geral \| Classificação geral \| Classificação geral \| Classificação geral \| Classificação geral \| \| Ciclista \| Ciclista \| Equipe \| Tempo \| \| \| ------------------- \| -------------------- \| ------------------- \| ------------------- \| ------------------- \| \| 1. \| Mathieu van der Poel \| Corendon-Circus \| 21h50m49s \| \| \| 2. \| Matteo Trentin \| Mitchelton-Scott \| + 6s \| \| \| 3. \| Pavel Sivakov \| Team Ineos \| + 24s \| \| |                      |                  |           |
| |                      |                  |           |
| Fonte: ProCyclingStats |                      |                  |           |
| Classificação geral |                      |                  |           |
| Ciclista | Ciclista             | Equipe           | Tempo     |
| 1. | Mathieu van der Poel | Corendon-Circus  | 21h50m49s |
| 2. | Matteo Trentin       | Mitchelton-Scott | + 6s      |
| 3. | Pavel Sivakov        | Team Ineos       | + 24s     |

### 7.ª etapa
| Warwick - Warwick | etapa plana | (188,7 km) |

| \| Classificação por etapas \| Classificação por etapas \| Classificação por etapas \| Classificação por etapas \| Classificação por etapas \| \| Ciclista \| Ciclista \| Equipe \| Tempo \| \| \| ------------------------ \| ------------------------ \| ------------------------ \| ------------------------ \| ------------------------ \| \| 1. \| Mathieu van der Poel \| Corendon-Circus \| 4h07m49s \| \| \| 2. \| Matteo Trentin \| Mitchelton-Scott \| + 1s \| \| \| 3. \| Simon Clarke \| EF Education First \| + 3s \| \| |                      |                    |          |
| |                      |                    |          |
| Fonte: ProCyclingStats |                      |                    |          |
| Classificação por etapas |                      |                    |          |
| Ciclista | Ciclista             | Equipe             | Tempo    |
| 1. | Mathieu van der Poel | Corendon-Circus    | 4h07m49s |
| 2. | Matteo Trentin       | Mitchelton-Scott   | + 1s     |
| 3. | Simon Clarke         | EF Education First | + 3s     |

| \| Classificação geral \| Classificação geral \| Classificação geral \| Classificação geral \| Classificação geral \| \| Ciclista \| Ciclista \| Equipe \| Tempo \| \| \| ------------------- \| -------------------- \| ------------------- \| ------------------- \| ------------------- \| \| 1. \| Mathieu van der Poel \| Corendon-Circus \| 25h58m25s \| \| \| 2. \| Matteo Trentin \| Mitchelton-Scott \| + 12s \| \| \| 3. \| Jasper De Buyst \| Lotto-Soudal \| + 40s \| \| |                      |                  |           |
| |                      |                  |           |
| Fonte: ProCyclingStats |                      |                  |           |
| Classificação geral |                      |                  |           |
| Ciclista | Ciclista             | Equipe           | Tempo     |
| 1. | Mathieu van der Poel | Corendon-Circus  | 25h58m25s |
| 2. | Matteo Trentin       | Mitchelton-Scott | + 12s     |
| 3. | Jasper De Buyst      | Lotto-Soudal     | + 40s     |

### 8.ª etapa
| Altrincham - Manchester | etapa escarpada | (166 km) |

| \| Classificação por etapas \| Classificação por etapas \| Classificação por etapas \| Classificação por etapas \| Classificação por etapas \| \| Ciclista \| Ciclista \| Equipe \| Tempo \| \| \| ------------------------ \| ------------------------ \| ------------------------ \| ------------------------ \| ------------------------ \| \| 1. \| Mathieu van der Poel \| Corendon-Circus \| 3h49m26s \| \| \| 2. \| Cees Bol \| Team Sunweb \| + 0s \| \| \| 3. \| Matteo Trentin \| Mitchelton-Scott \| + 0s \| \| |                      |                  |          |
| |                      |                  |          |
| Fonte: ProCyclingStats |                      |                  |          |
| Classificação por etapas |                      |                  |          |
| Ciclista | Ciclista             | Equipe           | Tempo    |
| 1. | Mathieu van der Poel | Corendon-Circus  | 3h49m26s |
| 2. | Cees Bol             | Team Sunweb      | + 0s     |
| 3. | Matteo Trentin       | Mitchelton-Scott | + 0s     |

## Classificações finais
- As classificações finalizaram da seguinte forma:[4]

### Classificação geral
| \| Classificação geral \| Classificação geral \| Classificação geral \| Classificação geral \| Classificação geral \| \| Ciclista \| Ciclista \| Equipe \| Tempo \| \| \| ------------------- \| --------------------- \| ------------------- \| ------------------- \| ------------------- \| \| 1. \| Mathieu van der Poel \| Corendon-Circus \| 29h47m41s \| \| \| 2. \| Matteo Trentin \| Mitchelton-Scott \| + 17s \| \| \| 3. \| Jasper De Buyst \| Lotto-Soudal \| + 50s \| \| \| 4. \| Pavel Sivakov \| Team Ineos \| + 52s \| \| \| 5. \| Nils Politt \| Katusha-Alpecin \| + 1m01s \| \| \| 6. \| Gianni Moscon \| Team Ineos \| + 1m01s \| \| \| 7. \| Mike Teunissen \| Team Jumbo-Visma \| + 1m03s \| \| \| 8. \| Andrey Amador \| Movistar Team \| + 1m04s \| \| \| 9. \| Tiesj Benoot \| Lotto-Soudal \| + 1m07s \| \| \| 10. \| Amund Grøndahl Jansen \| Team Jumbo-Visma \| + 1m08s \| \| |                       |                  |           |
| |                       |                  |           |
| Fonte: ProCyclingStats |                       |                  |           |
| Classificação geral |                       |                  |           |
| Ciclista | Ciclista              | Equipe           | Tempo     |
| 1. | Mathieu van der Poel  | Corendon-Circus  | 29h47m41s |
| 2. | Matteo Trentin        | Mitchelton-Scott | + 17s     |
| 3. | Jasper De Buyst       | Lotto-Soudal     | + 50s     |
| 4. | Pavel Sivakov         | Team Ineos       | + 52s     |
| 5. | Nils Politt           | Katusha-Alpecin  | + 1m01s   |
| 6. | Gianni Moscon         | Team Ineos       | + 1m01s   |
| 7. | Mike Teunissen        | Team Jumbo-Visma | + 1m03s   |
| 8. | Andrey Amador         | Movistar Team    | + 1m04s   |
| 9. | Tiesj Benoot          | Lotto-Soudal     | + 1m07s   |
| 10. | Amund Grøndahl Jansen | Team Jumbo-Visma | + 1m08s   |

### Classificação da montanha
| Classificação da montanha | Classificação da montanha | Classificação da montanha | Classificação da montanha | Classificação da montanha |
| Ciclista                  | Ciclista                  | Equipe                    | Pontos                    |                           |
| ------------------------- | ------------------------- | ------------------------- | ------------------------- | ------------------------- |
| 1.                        | Jacob Scott               | SwiftCarbon Pro Cycling   | 59 pts                    |                           |
| 2.                        | Dries De Bondt            | Corendon-Circus           | 35 pts                    |                           |
| 3.                        | Dylan van Baarle          | Team Ineos                | 34 pts                    |                           |
| 4.                        | Cameron Meyer             | Mitchelton-Scott          | 22 pts                    |                           |
| 5.                        | Edward Dunbar             | Team Ineos                | 21 pts                    |                           |

### Classificação por pontos
| Classificação por pontos | Classificação por pontos | Classificação por pontos | Classificação por pontos | Classificação por pontos |
| Ciclista                 | Ciclista                 | Equipe                   | Pontos                   |                          |
| ------------------------ | ------------------------ | ------------------------ | ------------------------ | ------------------------ |
| 1.                       | Matteo Trentin           | Mitchelton-Scott         | 86 pts                   |                          |
| 2.                       | Mathieu van der Poel     | Corendon-Circus          | 73 pts                   |                          |
| 3.                       | Davide Cimolai           | Israel Cycling Academy   | 73 pts                   |                          |
| 4.                       | Jasper De Buyst          | Lotto-Soudal             | 64 pts                   |                          |
| 5.                       | Dylan Groenewegen        | Team Jumbo-Visma         | 45 pts                   |                          |

### Classificação de meta-las volantes
| Classificação por velocidade | Classificação por velocidade | Classificação por velocidade | Classificação por velocidade | Classificação por velocidade |
| Ciclista                     | Ciclista                     | Equipe                       | Pontos                       |                              |
| ---------------------------- | ---------------------------- | ---------------------------- | ---------------------------- | ---------------------------- |
| 1.                           | Rory Townsend                | Canyon DHB p/b Bloor Homes   | 17 pts                       |                              |
| 2.                           | Dries De Bondt               | Corendon-Circus              | 15 pts                       |                              |
| 3.                           | Dylan van Baarle             | Team Ineos                   | 14 pts                       |                              |
| 4.                           | Gediminas Bagdonas           | AG2R La Mondiale             | 13 pts                       |                              |
| 5.                           | Matthew Bostock              | Canyon DHB p/b Bloor Homes   | 9 pts                        |                              |

## Evolução das classificações
| Etapa                 | Vencedor              | Classificação geral  | Classificação da montanha | Classificação por pontos | Classificação de meta-las volantes |
| --------------------- | --------------------- | -------------------- | ------------------------- | ------------------------ | ---------------------------------- |
| 1.ª                   | Dylan Groenewegen     | Dylan Groenewegen    | Jacob Scott               | Dylan Groenewegen        | Rory Townsend                      |
| 2.ª                   | Matteo Trentin        | Matteo Trentin       | Jacob Scott               | Matteo Trentin           | Gediminas Bagdonas                 |
| 3.ª                   | Dylan Groenewegen     | Matteo Trentin       | Jacob Scott               | Matteo Trentin           | Rory Townsend                      |
| 4.ª                   | Mathieu van der Poel  | Mathieu van der Poel | Jacob Scott               | Matteo Trentin           | Rory Townsend                      |
| 5.ª                   | Dylan Groenewegen     | Matteo Trentin       | Jacob Scott               | Matteo Trentin           | Rory Townsend                      |
| 6.ª                   | Edoardo Affini        | Mathieu van der Poel | Jacob Scott               | Matteo Trentin           | Rory Townsend                      |
| 7.ª                   | Mathieu van der Poel  | Mathieu van der Poel | Jacob Scott               | Matteo Trentin           | Rory Townsend                      |
| 8.ª                   | Mathieu van der Poel  | Mathieu van der Poel | Jacob Scott               | Matteo Trentin           | Rory Townsend                      |
| Classificações finais | Classificações finais | Mathieu van der Poel | Jacob Scott               | Matteo Trentin           | Rory Townsend                      |

## UCI World Ranking
A Volta à Grã-Bretanha outorgou pontos para o UCI World Ranking para corredores das equipas nas categorias UCI World Team, Profissional Continental e Equipas Continentais. A seguinte tabela são o barómetro de pontuação e os 10 corredores que obtiveram mais pontos:
| Posição             | 1.º | 2.º | 3.º | 4.º | 5.º | 6.º | 7.º | 8.º | 9.º | 10.º | 11.º | 12.º | 13.º | 14.º | 15.º | 16.º-30.º | 31.º-40.º |
| Classificação geral | 200 | 150 | 125 | 100 | 85  | 70  | 60  | 50  | 40  | 35   | 30   | 25   | 20   | 15   | 10   | 5         | 3         |
| Por etapa           | 20  | 10  | 5   |     |     |     |     |     |     |      |      |      |      |      |      |           |           |
| Líder               | 5   |     |     |     |     |     |     |     |     |      |      |      |      |      |      |           |           |

| Classificação |                      |                  |       |       |       |       |
| Posição       | Ciclista             | Equipa           | Geral | Etapa | Líder | Total |
| ------------- | -------------------- | ---------------- | ----- | ----- | ----- | ----- |
| 1.º           | Mathieu van der Poel | Corendon-Circus  | 200   | 70    | 15    | 285   |
| 2.º           | Matteo Trentin       | Mitchelton-Scott | 150   | 45    | 15    | 210   |
| 3.º           | Jasper De Buyst      | Lotto Soudal     | 125   | 20    | -     | 145   |
| 4.º           | Pavel Sivakov        | INEOS            | 100   | -     | -     | 100   |
| 5.º           | Nils Politt          | Katusha-Alpecin  | 85    | -     | -     | 85    |
| 6.º           | Gianni Moscon        | INEOS            | 70    | -     | -     | 70    |
| 7.º           | Mike Teunissen       | Jumbo-Visma      | 60    | 5     | -     | 65    |
| 8.º           | Dylan Groenewegen    | Jumbo-Visma      | -     | 60    | 5     | 65    |
| 9.º           | Andrey Amador        | Movistar         | 50    | -     | -     | 50    |
| 10.º          | Tiesj Benoot         | Lotto Soudal     | 40    | -     | -     | 40    |